# Coccinellini
Coccinellini, tribus bubamara u potporodici Coccinellinae. sastoji se od devedesetak rodova. Ime dolazi po najvažnijem rodu crnopjegih bubamara Coccinella.

## Rodovi
1. genus Aaages Barovskij, 1926
2. genus Adalia Mulsant, 1846
3. genus Adaliopsis Capra, 1926
4. genus Aiolocaria Crotch, 1871
5. genus Alloneda Iablokoff-Khnzorian, 1979
6. genus Anatis Mulsant, 1846
7. genus Anegleis Iablokoff-Khnzorian, 1982
8. genus Anisolemnia Crotch, 1874
9. genus Anisosticta Chevrolat in Dejean, 1837
10. genus Antineda Iablokoff-Khnzorian, 1982
11. genus Aphidecta Weise, 1893
12. genus Archegleis Iablokoff-Khnzorian, 1984
13. genus Asemiadalia Barovsky, 1931
14. genus Australoneda Iablokoff-Khnzorian, 1984
15. genus Bothrocalvia Crotch, 1874
16. genus Bulaea Mulsant, 1850
17. genus Callicaria Crotch, 1871
18. genus Calvia Mulsant, 1846
19. genus Ceratomegilla Crotch, 1873
20. genus Cheilomenes Chevrolat in Dejean, 1837
21. genus Chloroneda Timberlake, 1943
22. genus Cirocolla Vandenberg, 1992
23. genus Cleobora Mulsant, 1850
24. genus Clynis Mulsant, 1850
25. genus Coccinella Linnaeus, 1758
26. genus Coccinula Dobzhanskiy, 1925
27. genus Coelophora Mulsant, 1850
28. genus Coleomegilla Timberlake, 1920
29. genus Cycloneda Crotch, 1871
30. genus Cyrtocaria Crotch, 1874
31. genus Declivitata Fürsch, 1964
32. genus Discotoma Mulsant, 1850
33. genus Docimocaria Crotch, 1874
34. genus Dysis Mulsant, 1850
35. genus Egleis Mulsant, 1850
36. genus Eoadalia Iablokoff-Khnzorian, 1977
37. genus Eonaemia Iablokoff-Khnzorian, 1982
38. genus Eoneda Iablokoff-Khnzorian, 1985
39. genus Eothea Iablokoff-Khnzorian, 1986
40. genus Eriopis Mulsant, 1850
41. genus Erythroneda Timberlake, 1943
42. genus Eumegilla Crotch, 1871
43. genus Euseladia Crotch, 1874
44. genus Halyzia Mulsant, 1846
45. genus Harmonia Mulsant, 1850
46. genus Heterocaria Timberlake, 1943
47. genus Heteroneda Crotch, 1871
48. genus Hippodamia Chevrolat in Dejean, 1837
49. genus Hysia Mulsant, 1850
50. genus Illeis Mulsant, 1850
51. genus Isora Mulsant, 1850
52. genus Lioadalia Crotch, 1874
53. genus Macroilleis Miyatake, 1965
54. genus Macronaemia Casey, 1899
55. genus Megalocaria Crotch, 1871
56. genus Megillina Weise, 1909
57. genus Micraspis Chevrolat in Dejean, 1836
58. genus Microneda Crotch, 1871
59. genus Mononeda Crotch, 1874
60. genus Mulsantina Weise, 1906
61. genus Myrrha Mulsant, 1846
62. genus Myzia Mulsant, 1846
63. genus Naemia Mulsant, 1850
64. genus Neda Mulsant, 1850
65. genus Neocalvia Crotch, 1871
66. genus Neohalyzia Crotch, 1871
67. genus Neoharmonia Crotch, 1871
68. genus Nesis Mulsant, 1850
69. genus Oenopia Mulsant, 1850
70. genus Oiocaria Iablokoff-Khnzorian, 1982
71. genus Olla Casey, 1899
72. genus Omalocaria Sicard, 1909
73. genus Oxytella Weise, 1902
74. genus Palaeoneda Crotch, 1871
75. genus Pania Mulsant, 1850
76. genus Paranaemia Casey, 1899
77. genus Paraneda Timberlake, 1943
78. genus Phrynocaria Timberlake, 1943
79. genus Pristonema Erichson, 1847
80. genus Procula Mulsant, 1850
81. genus Propylea Mulsant, 1846
82. genus Protothea Weise, 1898
83. genus Pseudadonia Timberlake, 1943
84. genus Psyllobora Chevrolat in Dejean, 1837
85. genus Seladia Mulsant, 1850
86. genus Singhikalia Kapur, 1963
87. genus Sospita Mulsant, 1846
88. genus Sphaeroneda Crotch, 1871
89. genus Spilindolla Vandenberg, 1996
90. genus Spiloneda Casey, 1908
91. genus Synona Pope, 1988
92. genus Synonycha Chevrolat in Dejean, 1836
93. genus Tytthaspis Crotch, 1874
94. genus Vibidia Mulsant, 1846
95. genus Vodella Mulsant, 1853
96. genus Xanthadalia Crotch, 1874